# Crystallize
Crystallize je skladba americké houslistky Lindsey Stirling. Skladba pochází z jejího debutového alba Lindsey Stirling. Píseň produkovala společně s producentem Markem G. V roce 2013 vyšla na DeLuxe verzi alba Lindsey Stirling její orchestrální verze.

## Úspěch
V současné době se jedná o nejúspěšnější skladbu Lindsey Stirling. Na serveru YouTube má v současné době (2019) přes 217 milionů zhlédnutí a v roce 2012 to bylo 8. nejsledovanější video na YouTube.

## Videoklip
Videoklip ke skladbě byl vydán 23. února 2012. Kameramanem byl Devin Graham. Ve videoklipu vystupuje sama tančící a hrající Lindsey Stirling v zimním prostředí v Silverthorne v Coloradu.